# الإعلان الدستوري المؤقت الليبي (2011)
الإعلان الدستوري المؤقت هو القانون الأسمى الحالي لليبيا، أُقرَّ بعد الإطاحة بحكومة القذافي في الحرب الأهلية الليبية الأولى. تم الانتهاء من صياغته في 3 أغسطس 2011 من قبل المجلس الوطني الإنتقالي، وينبغي أن يكون ساري المفعول حتى يتم كتابة دستور البلاد الدائم ويصادق عليه في استفتاء شعبي. تم الإعلان عن الوثيقة بمؤتمر صحفي في 10 أغسطس من قبل عبد الحفيظ غوقة، نائب رئيس المجلس الوطني الانتقالي والناطق الرسمي له.
الوثيقة متكونة من 37 مادة في 5 أبواب. المواد 1–6 الأحكام العامة المتعلقة بليبيا كدولة. المواد 7–15 تركز على الحقوق المدنيّة والحريّات العامة. المواد 17–29 تحدد عمل الحكومة المؤقتة. المواد 30–32 تضمن تواجد سلطة قضائية مستقلة. المواد 33–37 «أحكام ختامية».

## شكل الدولة والحقوق الأساسية
المادة 1 الإعلان الدستوري تصف الدولة الليبية على النحو التالي:
- دولة ديمقرطية مستقلة، الشعب فيها مصدر السلطات
- عاصمتها طرابلس
- الإسلام فيها هو دين الدولة
- الشريعة الإسلامية المصدر الرئيس للتشريع
- تكفل الدولة لغير المسلمين حرية القيام بشعائرهم الدينية
- اللغة الرسمية هي اللغة العربية
- تضمن الدولة الحقوق اللغوية والثقافية للأمازيغ والتبو والطوارق وكل مكونات المجتمع الليبي.

المادة 3 تحدد علم ليبيا.
المادة 4 تنص على عمل الدولة على إقامة نظام سياسي ديمقراطي مبني على التَّعددية السِّياسية والحزبية، وذلك بهدف التداول السِّلمي الديمقراطي للسُّلطة. المادة 6 تصف مبدأ  سيادة القانون فوق أي ولاء قبلي أو شخصي، ومبدأ المساواة في التمتع بالحقوق المدنية والسياسية، وفي تكافؤ الفرص، والواجبات والمسؤوليات العامة، بلا تمييز بينهم بسبب الدِّين أو المذهب أو اللغة أو الثروة أو الجنس أو النسب أو الآراء السياسية أو الوضع الاجتماعي أو الانتماء القبلي أو الجهوي أو الأسرى، وضمان الدولة لحقوق المرأة، منح المشاركة الكاملة للمرأة في السياسة والاقتصاد والمجال الاجتماعي. 

## أحكام المرحلة الإنتقالية
المادة 30 من الوثيقة تحدد عملية لصياغة دستور دائم للبلاد، مع مهل زمنية لكل إجراء ما يعني أن الدستور كان ينبغي أن يتم بحلول ديسمبر 2013 في أقصى تقدير. غير إن العملية خضعت لعدة عرقلات مثل إرجاء انتخابات المؤتمر الوطني العام حوالي الشهر، وضياع الهدف بتعيين هيأة تأسيسية لصياغة مشروع الدستور بسبب مشاحنات سياسية حول منصب رئاسة الوزراء.